# Pedicellariën

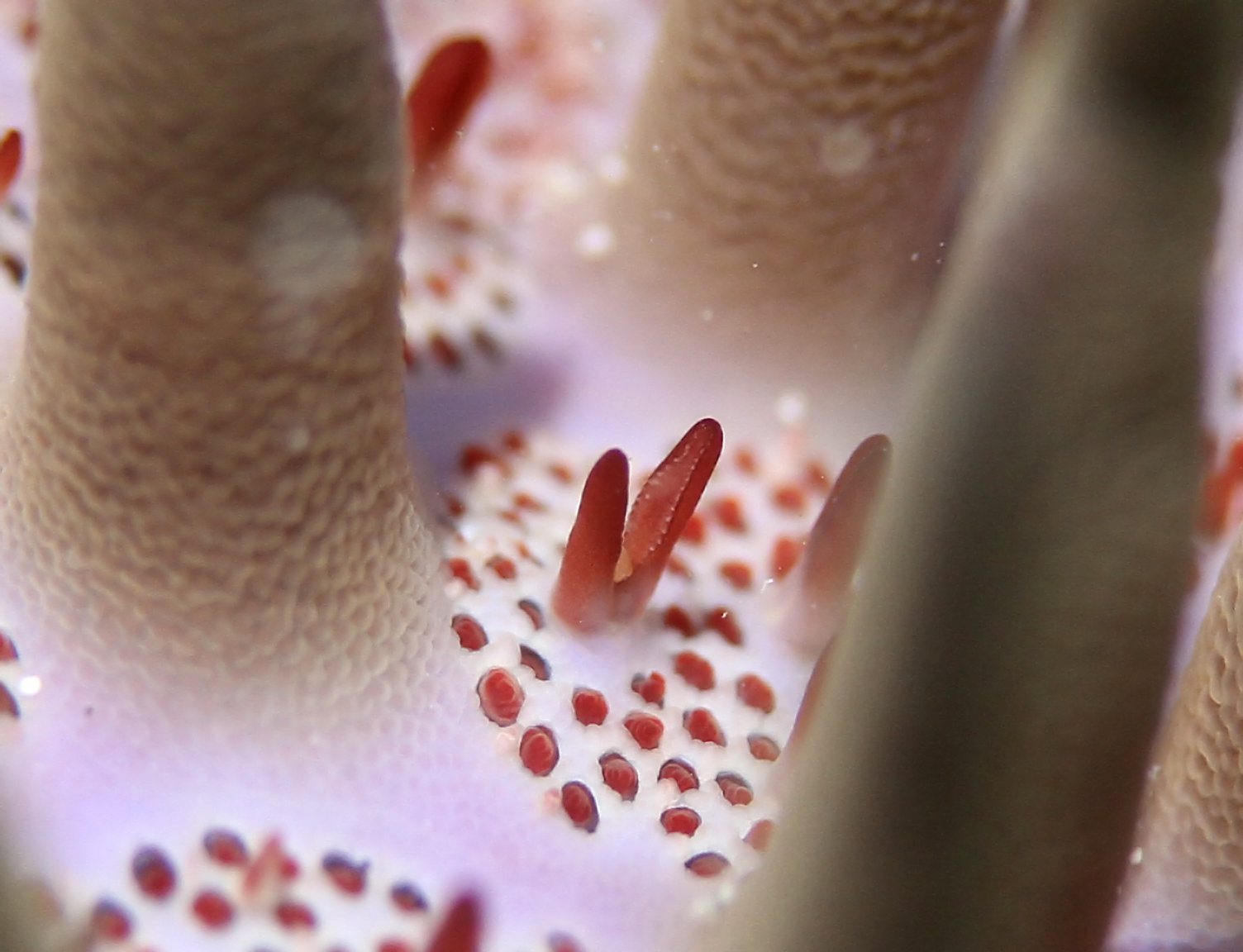
Pedicellariën van de doornenkroon.

Pedicellariën (pedicellariae) zijn kleine tangachtige structuren op de huid van veel stekelhuidigen, zoals zeesterren en zee-egels. Ze dienen om de huid schoon te houden van kleine planten en diertjes. Dit om te voorkomen dat het lichaamsoppervlak wordt overwoekerd. Pedicellariën dienen dus niet om te eten. De tangetjes zijn meestal gesteeld maar kunnen ook ongesteeld zijn. Ze zijn meestal in groepen gelegen.  